# ミラージュIII (戦闘機)
ダッソー ミラージュIII
オーストラリア空軍のミラージュIII O(F)
- 用途：戦闘機
- 製造者：ダッソー社
- 運用者

  -  フランス（フランス空軍）
  -  イスラエル（イスラエル空軍）
  -  アルゼンチン（アルゼンチン空軍）
  -  パキスタン（パキスタン空軍）他
- 初飛行：1956年11月17日
- 生産数：1,422機（ミラージュ5/50を含む）
- 運用開始：1961年
- 運用状況：現役（パキスタン）
- 派生型：

  - ミラージュIII V
  - ミラージュ5
  - ネシェル（ イスラエル）
  - クフィル（ イスラエル）
  - チーター（ 南アフリカ共和国）

ダッソー ミラージュIII（Dassault Mirage III）は、フランスのダッソー社が開発した戦闘機である。デルタ翼が特徴的な単発機で、各国へ輸出された。Mirageはフランス語で幻影あるいは蜃気楼を意味する。

## 概要

### 開発

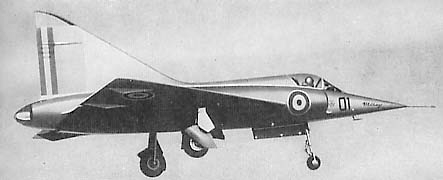
ミステール・デルタ（ミラージュI）

1952年よりフランス空軍は軽戦闘機についての研究を始め、翌年に朝鮮戦争の教訓を踏まえた新たな性能要求を提示した。この要求に対しダッソー社はミステールを発展させたデルタ翼機ミステール・デルタを提案し、ダッソー以外にもブレゲー、ノール、モラン、シュド・エスト、シュド・ウェストの各航空機メーカーも応えて試作機を提案している。この内、最終選考まで残ったのはシュド・ウエスト SO.9000 トリダン、シュド・エスト SE212 デュランダル、そしてダッソー ミステール・デルタの3機種であったが、いずれの機体も小さ過ぎてレーダー類などを搭載する性能的余裕がないことが判明した。

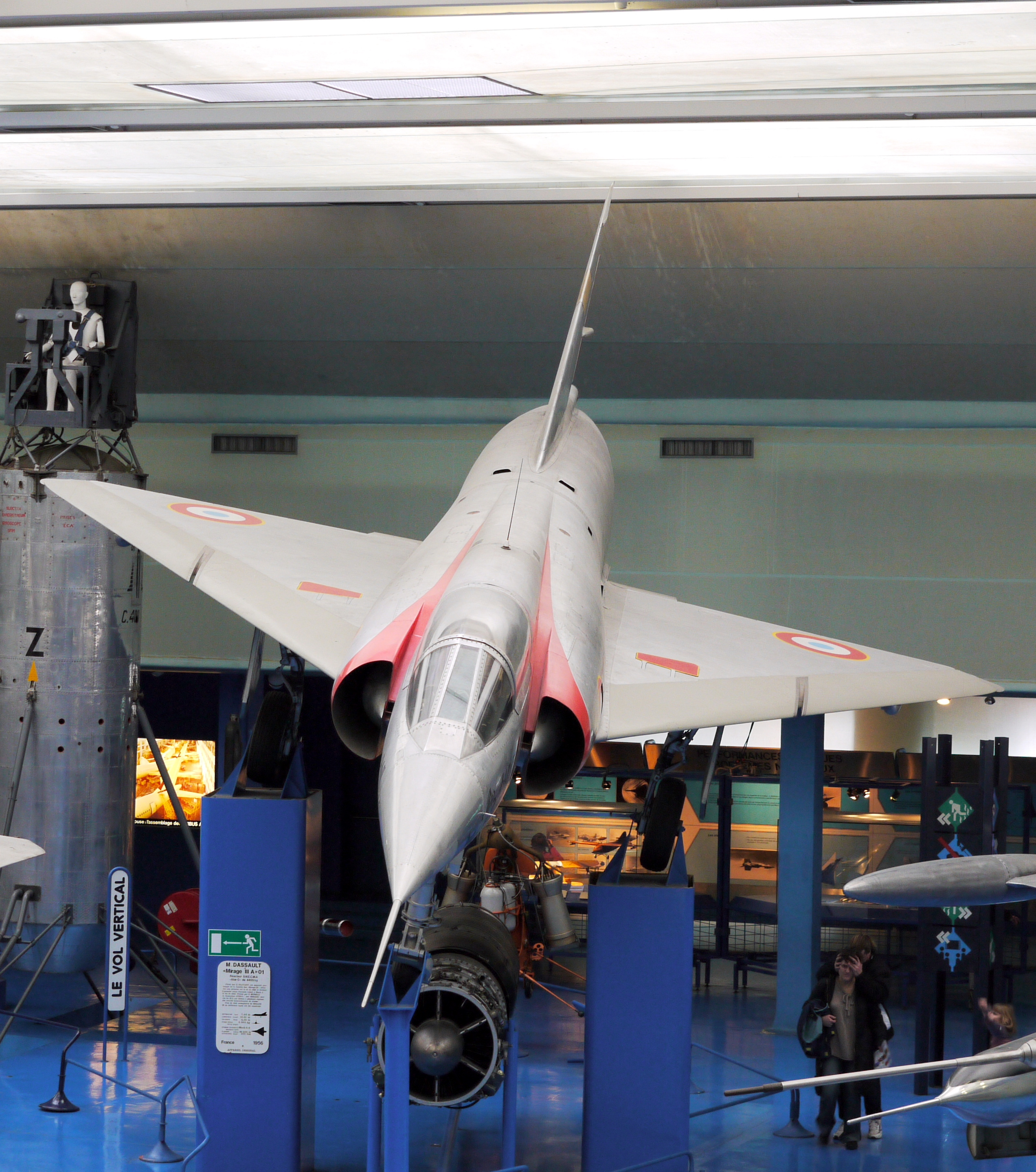
ミラージュIII A

このためフランス空軍は1956年にマッハ2クラスの新世代戦闘機の開発要求を発表した。ダッソーはミステール・デルタの拡大型を製作、1956年11月17日初飛行を遂げた。高速試験中、エアインテイクの形状により試作機の速度が頭打ちになり、ロケット・ブースターを装着してもマッハ2に達しなかったため改良を施し、マルチロール性能を追加した結果、わずかに大型化したミラージュIII Aとして1957年に採用、1958年5月12日に初飛行した。同年10月24日の飛行試験でマッハ2に達し、ヨーロッパ諸国が開発した機体としては初めてマッハ2を超えた機体となった。なお試作機同様、量産機も機体下部に補助動力としてロケット・ブースターを装備できるが、実際に使用された例はほとんどない。
本格的に生産が開始されたのはC型からで、要撃性能に集中して改良を加えた結果、シラノ火器管制レーダーを搭載し、固定武装としてDEFA 552 30mmリヴォルヴァーカノン2基を装備、後に翼下パイロンを2基に倍増して胴体と合わせて5基となった。フランス空軍は95機を発注し、1961年5月から部隊配備が開始された。C型をベースにした複座練習機型のB型は胴体が60cm延長され、火器管制レーダーと機関砲が外されているが、必要に応じて装備できるようにスペースは空けられている。輸出が開始されたのもC型からである。
戦闘攻撃機型のE型が完成したことで生産の主力はE型へ移行し、さらなる支持を得た。E型は機内搭載燃料が増加し、レーダーもシラノIIに換装され、機首下部には新たにドップラー航法レーダーが装備されている（採用国によっては装備しないこともあった）。これにより胴体が30cm延長された。フランス空軍はE型を183機配備し、戦術核兵器の運用能力も付加した。E型に対応する複座型のD型は、ガンカメラの搭載により機首先端がB型より細くなっている。
E型をベースに偵察機としたのがR型で、機首の火器管制レーダーを撤去して偵察用カメラを5台搭載したが、固定武装は残された。R型にドップラー航法レーダーを搭載した全天候型もあり、RD型と呼ばれる。
完成度の高い機体となったミラージュIIIは広く輸出され、多くの派生型を産んだ。その中には、電子機器を簡素化し500機以上を輸出したミラージュ5、エンジンを強化型に換装したミラージュ50、ミラージュF1につながるSTOL試験機ミラージュIII F2等の他、他国で生産・改修されたネシェル、クフィル、チーター、パンテーラ等の派生機・コピー機も存在する。生産は長期に渡って続けられ、最後の機体が完成したのは試作機の初飛行から実に36年経った1992年のことだった。
現在では既にフランスを含む多くの運用国で退役しているが、パキスタンは各地で退役した機体を大量に入手しており、ミラージュ5を含めて150機以上を現在でも第一線機として運用している。
なお、ミラージュIはミステールのデルタ翼改造型ミステール・デルタを改称したもの、ミラージュIIはミラージュIIIと平行して検討された双発型を指す開発中の呼称であるため、ミラージュIIIがシリーズ初の実用機となる。

### 特徴

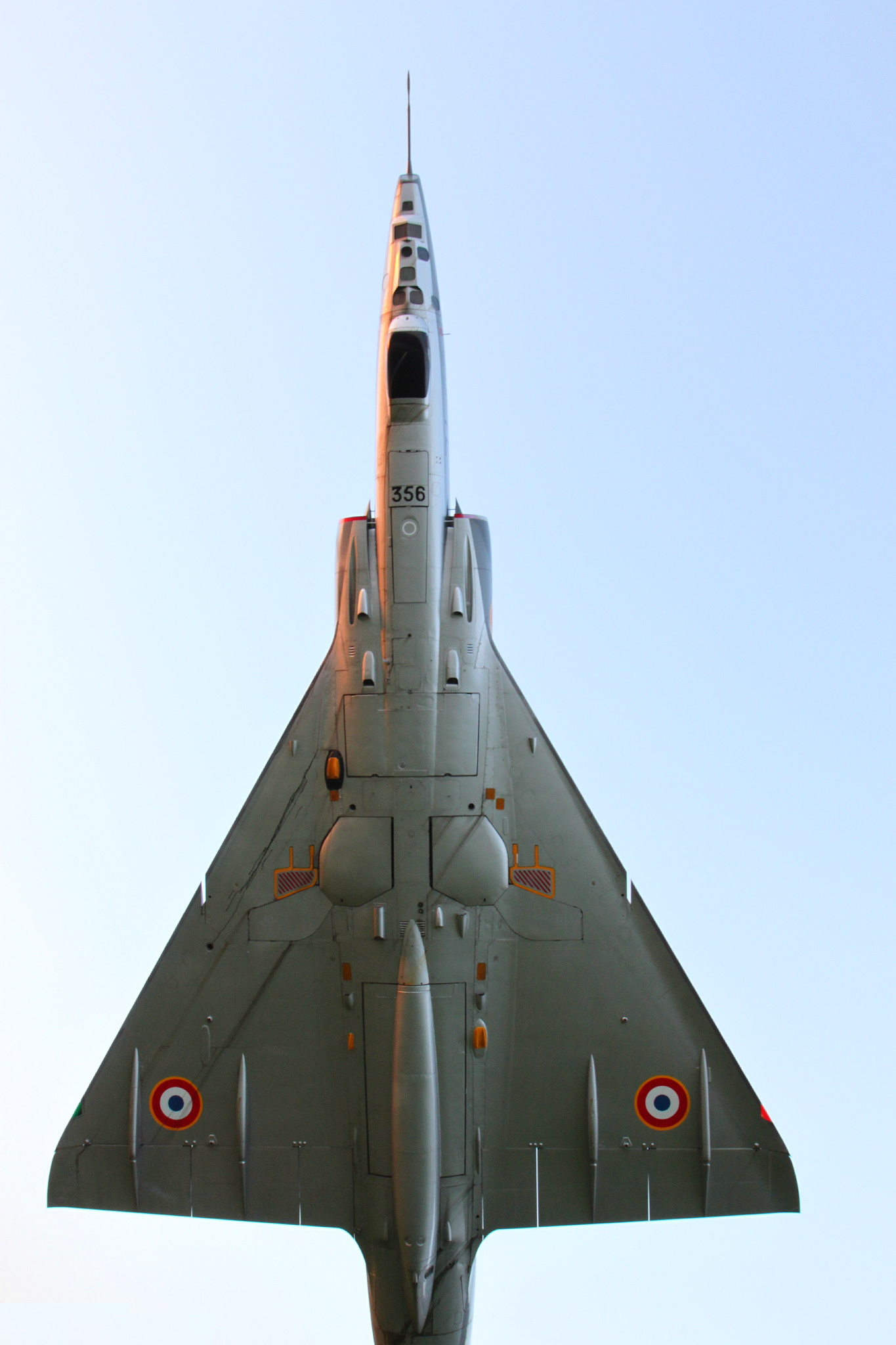
真下から見たミラージュIII RD

機体形状は無尾翼デルタ翼形式を採用している。これは本機のみならず、ミラージュ・シリーズで多く採用され、特徴ともなっている。デルタ翼は複雑な工法を用いず後退角を大きく取れるため、遷音速域での空気抵抗が小さく、高速性の発揮に有利である。また機体の小型・軽量化が容易で翼面積が大きいことに加え、大迎角でも失速しにくいため、高速域での運動性が非常に高い。これらの性能の高さから第三次中東戦争などで活躍した。
一方で、この形式はSTOL性能に劣る欠点がある。そのためフランス海軍では艦上戦闘機として採用できず、エタンダールIVやアメリカ製のF-8など、本機より速度で劣るマッハ1級の戦闘機が採用された。また大迎角時には抵抗が大幅に増大すること、翼幅荷重が高く低速域での揚抗比が低くなることにより、低速域での運動性でも不利だった。
その後、ダッソー社・フランス空軍は、STOL性と運動能力の向上を試みた通常型水平尾翼式の戦闘機として、ミラージュIII F2やミラージュF1戦闘機を開発している。F2は実用化されなかったが、F1は本機の後継機として空軍で採用された。しかしダッソーはミラージュ2000で再び無尾翼デルタ翼形式を採用し、ミラージュ・シリーズで水平尾翼を採用し実用化されたのはF1のみとなった。
後にSTOL性能に劣る無尾翼デルタの欠点には、カナード翼の追加によって改善できることが発見された。そのためミラージュIIIの近代化改修にあたり多くの国がカナード翼を追加しており、最初に行ったのはイスラエルであった（クフィル）。ダッソー社自身も新世代型のミラージュIII NGでカナード翼やLERXを付加したが、この機種はミラージュ2000より後の登場であったため採用国はなかった。またミラージュ2000を双発・大型化した拡張版のミラージュ4000にもカナード翼が付加された。ミラージュ4000は量産・制式採用には至らなかったものの、飛行データはミラージュの後継機であるラファールの開発に貢献した。

### 実戦

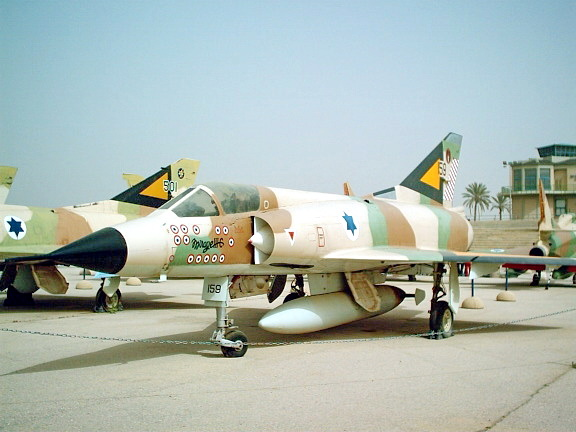
イスラエル空軍のミラージュIII CJ

フランスがイスラエル向けの武器輸出を禁止する以前、イスラエル空軍は多数のミラージュIIIを導入し、1962年4月頃から第101飛行隊および第117飛行隊、1964年3月からは第119飛行隊にも配備された。イスラエル空軍で"シャハク"（英語: Shahak,ヘブライ語: שחק, "天空"の意）の愛称を付けられたミラージュIIIは第三次中東戦争において対空、対地ともに高い戦果を上げ、多数のエース・パイロットを輩出している（性能的には主なライバルとなったMiG-21の方がわずかに勝っていたが、アラブ諸国のパイロットはミグの性能を限界まで引き出すことができなかった）。その一方、装備するシラノ対空レーダーの信頼性が低く、フランス製のマトラR.530及びイスラエル国産のシャフリル空対空ミサイルの威力も低いという弱点が発見された（当時、米国製のサイドワインダーは導入されていなかった）。そのため、イスラエルのパイロットはもっぱら30mm機関砲を対戦闘機戦闘に用いた。シャフリルによる戦果はTu-16爆撃機1機に対するのみで、しかもとどめは対空火器によるものだった。機関砲射撃もシラノレーダーの測距性能が低く、機体受領当初の吹き流し射撃の命中率は1.9％、訓練を行っても22％という結果であった。そこでイスラエル空軍はレーダー測距をキャンセルし、スロットルレバーの下に2個のスイッチを追加して一方を短距離用（250m）、もう一方を中距離用（400m）、2つ同時にスイッチを入れると600mというようにガンサイトが手動で動くように改造し、測距はパイロットの目視で行った。これにより命中率は35％にまで向上した。この改造はテクノロジー的には後退しているが、戦闘能力的には前進をもたらした。後にはレーダーを完全に撤去する（重量バランスを維持するために代わりのバラストを積む）などの改造も施した。またパイロットはGCIで奇襲できる位置に誘導してもらい、可能な限り遠距離からミサイルを撃ち、外れたら機関砲を使う戦法をとった。目視および固定機銃という第二次世界大戦時と同様の戦い方が有効であった要因として、砂漠地帯にあたる中東は高温で砂塵が多く、当時の技術の電子機器では過酷な気候への耐性に乏しかった点、一方で晴天も多いため肉眼で遠くの敵機を視認できた点などが挙げられる。
同空軍は対空戦闘よりも敵機（および滑走路など）の地上破壊を最優先課題としていたこともあり、イスラエルはこの戦訓を踏まえて対空用の機材を簡素化した対地攻撃型のミラージュ5を発注した。政治的理由によりミラージュ5は引き渡されなかったが、国産化計画として無断コピー版であるネシェルおよび独自改良型のクフィルが開発・製造されることになる。
フォークランド紛争では、アルゼンチン空軍がミラージュIIIを運用していたが、イギリス空軍のブラック・バック作戦によりバルカン爆撃機がアルゼンチン本土を空襲する可能性が危惧され、防空のため本土にしばらく釘付けとなった。紛争終盤ではダガー（イスラエルから購入したネシェル）と共にフォークランド諸島へ投入されたが、ダガーよりも燃料搭載量が少なかったため限定的な活動しかできず、1機がシーハリアーに撃墜されている。
ほかには、印パ戦争、南アフリカのブッシュ戦争等といった戦役に投入されている。

## 派生型
ミラージュIII
試作型。
ミラージュIII A
初期型。搭載エンジンはアター09B。
ミラージュIII C
戦闘機型の本格生産型。
ミラージュIII B
複座練習機型。
ミラージュIII BE
複座型の発展型。
ミラージュIII E
戦闘攻撃機型。エンジンをアター09Cに変更。
ミラージュIII D
E型の複座練習機型。フランスではミラージュIII BEと呼ばれる。
ミラージュIII R
偵察機型。
ミラージュIII RD
R型の全天候型。
ミラージュIII EBR
ブラジル空軍のE型。同空軍ではF-103Eと命名された。
ミラージュIII DBR
ブラジル空軍のD型。F-103Dと命名された。
ミラージュIII R2Z/D2Z
南アフリカ空軍の偵察機型/複座練習機型。エンジンをアター09K-50に換装しており、事実上ミラージュ50と同仕様だった。
ミラージュIII CZ
南アフリカ空軍のC型。
ミラージュIII EZ
南アフリカ空軍のE型。
ミラージュIII BZ
南アフリカ空軍のB型。
ミラージュIII DZ
南アフリカ空軍のD型。
ミラージュIII RZ
南アフリカ空軍のR型。
ミラージュIII O
エンジンをエイヴォン67に変更したオーストラリア向け商戦型。エンジンはパフォーマンス不足で不採用。原型機はA型。
ミラージュIII O(A)
オーストラリア空軍の戦闘攻撃機型。原型機はE型。
ミラージュIII O(D)
オーストラリア空軍の複座練習機型。原型機はD型。
ミラージュIII O(F)
オーストラリア空軍の要撃機型。後にO(A)型へ改修。原型機はE型。
ミラージュIII S
スイス向けの性能向上型ミラージュIII C。アメリカのヒューズ製TARANレーダーを搭載し、機体構造やブレーキなどを強化。エンジンや胴体はE型に準ずる。HM-55(AIM-26の通常弾頭型）、AIM-9B、AS30空対地ミサイルの運用能力を付与。
ミラージュIII BS
スイス空軍の複座練習戦闘機型。
ミラージュIII DS
スイス空軍の複座練習戦闘機型。
ミラージュIII RS
スイス空軍の偵察機型。
ミラージュIII EA
アルゼンチン空軍のE型。
ミラージュIII DA
アルゼンチン空軍のD型。
ミラージュIII EE
スペイン空軍のE型。
ミラージュIII DE
スペイン空軍のD型。
ミラージュIII CJ
イスラエル空軍のC型。
ミラージュIII BJ
イスラエル空軍のB型。
ミラージュIII EL
レバノン空軍のE型。
ミラージュIII DL
レバノン空軍のD型。
ミラージュIII EP
パキスタン空軍のE型。
ミラージュIII DP
パキスタン空軍のD型。
ミラージュIII RP
パキスタン空軍のR型。
ミラージュIII O ROSE I
パキスタンがオーストラリア空軍から取得したミラージュIII Oを近代化改修した型。ROSEとは『Retrofit Of Strike Element』の略。
ミラージュIII EV
ベネズエラ空軍のE型。
ミラージュIII T
アメリカ製エンジン試験機。
バルザックV
VTOL試験機。ミラージュIIIと似た形状を持つが小型。
ミラージュIII V
バルザックVを大型化し、ミラージュIII Tのエンジンを搭載したVTOL試験機。
ミラージュ5
昼間戦闘攻撃機型。ミラージュ5の派生型については項目を参照。
ミラージュ50
エンジンをアター09K-50に換装した発展型。
ミラージュIII NG
フライ・バイ・ワイヤなどの新技術を投入した新世代型。ミラージュ2000の廉価版として提案されたが不採用。
ミラージュIII EX
カナード翼などを採用した近代化改修キット。ブラジルとベネズエラが改修に使用。
ミラージュIII F2
デルタ翼から後退翼に変更した複座STOL試験機。
ミラージュIII F3
単座STOL試験機。可変翼機ミラージュGへの計画変更によりキャンセル。
ミラージュIII K
イギリス向け輸出型。計画のみ。
ミラージュIII M
海軍型。計画のみ。
ミラージュIII W
アメリカ向け軽戦闘機型。計画のみ。
ミラージュIV
核攻撃用の爆撃機。ミラージュIIIを大型・双発化したような形状を持つ。
ネシェル
イスラエルによる派生型。スネクマ アター9Cエンジンを搭載。
クフィル
ネシェルの性能向上型。ゼネラル・エレクトリック J79エンジンを搭載。
チーター
南アフリカによる派生型。クフィルの技術で性能向上を行った。

## 要目 (ミラージュIIIC)
出典: Mike Spick (2002). The Illustrated Directory of Fighters. Zenith Imprint
Staff Writer (9/8/2009). “Dassault Mirage III Strike Fighter - History, Specs and Pictures - Military Aircraft” (英語). 2012年5月30日閲覧。
諸元
- 乗員: 1名
- 全長: 14.73 m （48 ft 4 in）
- 全高: 4.26 m （13 ft 11.5 in）
- 翼幅: 8.22 m（27.0 ft）
- 翼面積: 35 m2 （377 ft2）
- 翼型: デルタ翼
- 空虚重量: 5,915 kg （13,040 lbs）
- 運用時重量: 8,620 kg （19,000 lb）
- 最大離陸重量: 9,727 kg （21,444 lbs）
- 動力: スネクマ アター9B ターボジェットエンジン
  - ドライ推力: 4,291 kgf (42.08 kN) （9,460 lbf） × 1
  - アフターバーナー使用時推力: 6,042 kgf (59.25 kN) （13,320 lbf） × 1

性能
- 最大速度: マッハ2.15
- 戦闘行動半径: 290 km (160 nmi)
- 航続距離: 1,610 km （1,000 mile）
- 実用上昇限度: 16,500 m （54,137 ft）
- 上昇率: 83 m/sec （16,405 ft/min）
- 翼面荷重: 246 kg/m2 （50 lb/sq.ft）
- 推力重量比: 0.70

武装
- 固定武装: DEFA 552 30mm リヴォルヴァーカノン×2基（弾薬 各125発）
- ロケット弾: 2×マトラ製JL-100 増槽/ロケット弾ポッド（18発×68mm（2.7インチ）SNEBロケット弾（英語版、フランス語版）+250リットル（66USガロン/55UKガロン）増槽）
- ミサイル: 空対空戦時例: R.530×1発＋R.550×2発またはAIM-9サイドワインダー
- 爆弾: ハードポイント3ヶ所、計1,360 kg (3,000 lbs)またはAN-52戦術核爆弾
- アビオニクス: * シラノ-I火器管制レーダー

## 採用国

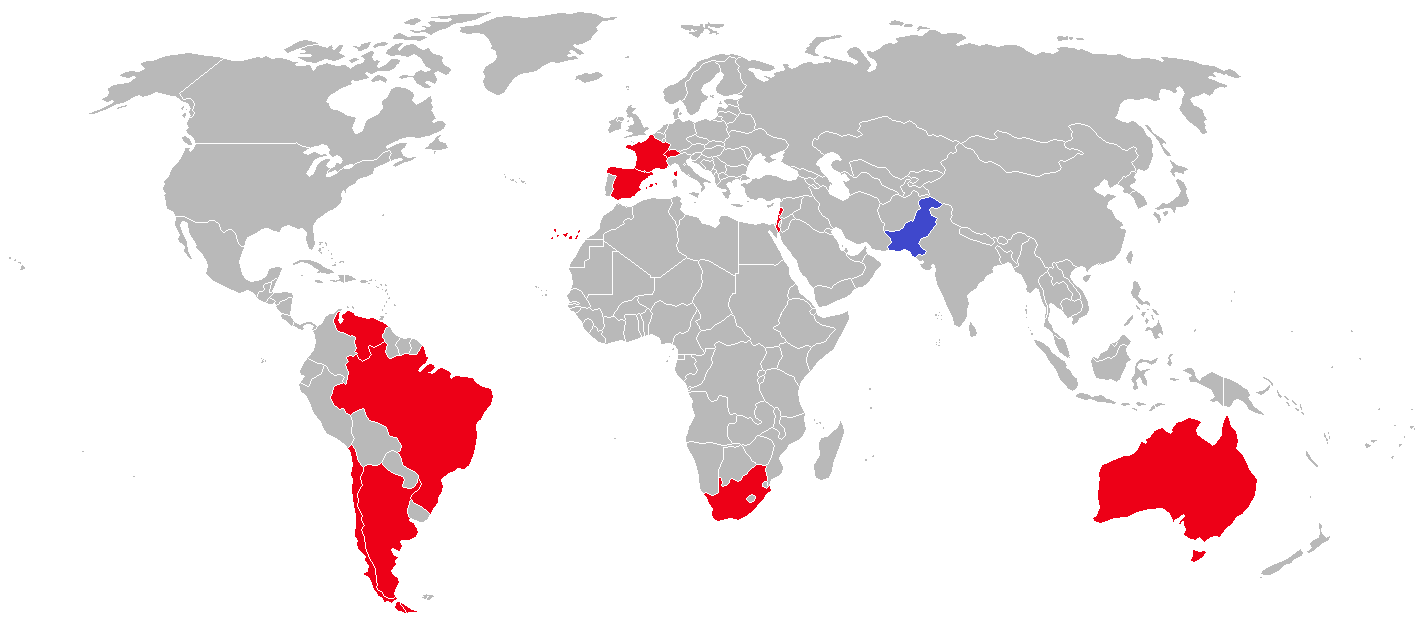
ミラージュIII/5/50の運用国

パキスタン：EP/DP/RP（他にもオーストラリア空軍、レバノン空軍から中古機を購入し、ROSE I仕様へ改修）。2023年時点で戦闘爆撃機型39機と偵察機型10機を保有している。